# Аонисики Арата
Аонисики Арата (яп. 安青錦 新大; род. 23 марта 2004 года, Винница, Украина), настоящее имя —  Даниил Явгусишин (укр. Данило Явгусішин) — украинский профессиональный борец сумо из Винницы. Второй представитель Украины в высшем дивизионе профессионального сумо макуути после Шиши Масару. Начал свою профессиональную карьеру в сумо в сентябре 2023 года в возрасте 19 лет. Высший ранг — маэгасира #1.

## Ранняя биография
Даниил начал заниматься борьбой сумо в возрасте 7 лет и занял третье место на Чемпионате мира по сумо среди юниоров 2019 года. В том же году выиграл Чемпионат Европы по сумо в весовой категории до 92 кг. В 2021 году стал трехкратным чемпионом Украины по сумо — в весовой категории до 100 кг, в открытом весе и в командном первенстве. Даниил покинул Украину после российского вторжения в феврале 2022 года и сначала пробовал найти политическое убежище в Германии, а затем отправился в Японию, где у него были связи благодаря его участию в юниорском Чемпионате мира по сумо. Его пригласил и принял Арата Яманака, капитан клуба сумо Университета Кансай. Семья Яманака поселила Даниила в квартире в Кобе, Явгусишин впоследствии назвал семью Арата Яманака своей «японской семьей».
Несмотря на то, что он не был студентом, он тренировался в клубе Университета Кансай, при этом, уже в тот период неоднократно замечалось, что Даниил по своему уровню превосходит многих других сумоистов университета. Так, например, он несколько раз выиграл у будущего сумоиста из хэя Миягино — Сэйхакухо. Благодаря своим успехам в университетском клубе сумо Даниил был представлен Аминисики, главе хэя Адзигава. Первоначально Аминисики не хотел брать иностранного борца, но в итоге принял его в состав своей школы.

## Карьера в сумо
Сикона (борцовский псевдоним) Аонисики была составлена из кандзи 青 (означает «голубой» и является отсылкой к украинскому флагу) и 安 (означает «спокойствие»). Также сикона Аонисики отсылает к сиконе его тренера — Аминисики. Вторую часть сиконы — Арата — Аонисики взял в честь Арата Яманаки, который приютил Даниила после переезда в Японию.
Аонисики дебютировал в профессиональном сумо в сентябре 2023 года в статусе маэдзумо, а на турнире в ноябре 2023 года победил в нижнем дивизионе дзёнокути. Через два месяца выиграл турнир в следующем дивизионе — дзёнидан. К ноябрю 2024 года достиг дивизиона дзюрё, который «прошел» за два турнира, и к марту 2025 года достиг высшего дивизиона макуути, подтвердив статус одного из самых перспективных борцов сумо европейского происхождения. Он стал вторым рикиси из Украины, достигшим этого дивизиона. На первом же своем турнире показал очень хороший результат — в течение 15 турнирных дней одержал 11 побед и был премирован специальным призом за боевой дух (канто-сё), а к следующему турниру повышен с позиции маэгасиры #15 до позиции маэгасиры #9. Турнир в мае 2025 года провел с аналогичным результатом — показал статистику 11-4, получил второй подряд канто-сё и был поставлен на позицию маэгасиры #1.
На турнире в июле 2025 года Аонисики впервые в карьере получил кимбоси («золотую звезду») — приз, который борцы рангга маэгасира получают за победу над ёкодзунами. Аонисики в третий турнирный день одолел ёкодзуну Хосёрю. Тем самым Аонисики установил рекорд по скорости завоевания первой звезды кимбоси — он добился этого за 12 профессиональных турниров. До последнего турнирного дня июльского турнира Аонисики являлся одним из главных претендентов на победу, однако уступил маэгасире Котосёхо, который в итоге и стал победителем. Аонисики в третий раз подряд показал статистику 11-4 и был снова поощрен специальным призом, на этот раз — гино-сё за техническое совершенство.

## Результаты выступлений
| Год в сумо | Январь Хацу басё, Токио         | Март Хару басё, Осака        | Май Нацу басё, Токио        | Июль Нагоя басё, Нагоя       | Сентябрь Аки басё, Токио | Ноябрь Кюсю басё, Фукуока       |
| --- | ------------------------------- | ---------------------------- | --------------------------- | ---------------------------- | ------------------------ | ------------------------------- |
| 2023 | x                               | x                            | x                           | x                            | (Маэдзумо)               | Дзёнокути #14 запада 7–0 Победа |
| 2024 | Дзёнидан #10 востока 7–0 Победа | Сандаммэ #18 востока 6–1     | Макусита #40 востока 6–1    | Макусита #17 запада 6–1      | Макусита #4 запада 6–1   | Дзюрё #11 востока 10–5          |
| 2025 | Дзюрё #5 запада 12–3            | Маэгасира #15 востока 11–4 Д | Маэгасира #9 востока 11–4 Д | Маэгасира #1 востока 11–4 Т★ | x                        | x                               |
| Результат приведен как победил-проиграл-снялся Победа Малый кубок Отставка Не выступал в макуути Специальные призы: Д=За боевой дух (Канто-сё); В=За выдающееся выступление (Сюкун-сё); Т=За техническое совершество (Гино-сё) Ещё показаны: ★=Кимбоси; P=Участие в дополнительном финале Лиги: Макуути — Дзюрё — Макусита — Сандаммэ — Дзёнидан — Дзёнокути Ранги макуути: Ёкодзуна — Одзэки — Сэкивакэ — Комусуби — Маэгасира |                                 |                              |                             |                              |                          |                                 |